# إليوت ريتشاردسون
إليوت لي ريتشاردسون (بالإنجليزية: Elliot Richardson)‏ (20 يوليو 1920 - 31 ديسمبر 1999) هو محامي وسياسي أمريكي كان عضوا في مجلس الرؤساء ريتشارد نيكسون وجيرالد فورد. وكان شخصية بارزة في فضيحة ووترغيت بوصفه النائب العام للولايات المتحدة، واستقال بدلا من إطاعة أمر الرئيس نيكسون بفصل المدعي المختص أرشيبالد كوكس.
شغل ريتشاردسون منصب وزير الصحة والتعليم والرعاية الاجتماعية من 1970 إلى 1973، وزير الدفاع من يناير إلى مايو 1973، النائب العام من مايو إلى أكتوبر 1973، ووزير التجارة من 1976 إلى 1977. وهذا يجعله أحد شخصين (الآخر هو جورج شولتز) شغلا أربعة مناصب حكومية داخل حكومة الولايات المتحدة.

## النشأة والخدمة العسكرية
ولد ريتشاردسون في بوسطن، ماساتشوستس، وهو ابن كلارا لي (لقبها قبل الزواج شاتوك) وإدوارد بيرسون ريتشاردسون، طبيب وأستاذ في مدرسة طب هارفرد. كان ينتمي إلى براهمة بوسطن، إذ ينحدر من المستعمرين البيوريتانيين الأوائل في نيو إنجلاند.
التحق ريتشاردسون بمدرسة ذا بارك في بلدة بروكلين، ماساتشوستس، وبأكاديمية ميلتون في بلدة ميلتون، ماساتشوستس. حصل بعد ذلك على بكالوريوس الآداب في الفلسفة من كلية هارفرد، حيث أقام في ونثروب  هاوس، وتخرج بامتياز عام 1941، وكان محررًا في مجلة هارفرد لامبون.
في عام 1942، في أعقاب انضمام أمريكا إلى الحرب العالمية الثانية، أصبح ريتشاردسون مسعفًا ميدانيًا في فرقة المشاة الرابعة الأمريكية. إذ شارك كقائد فصيل في الغزو النورمندي في 6 يونيو، 1944، حيث عبر حقل ألغام لينقذ ضابطًا زميلاً بُترت قدمه.
كان من بين الجنود الأوائل الذين عبروا الممر المرتفع رقم 2 من جهة شاطئ يوتاه، الذي كان تحت نيران المدفعية الألمانية في بغيكو مانوغ. كان من بين الكثيرين الذين لاحظوا توقف الأسلحة عن إطلاق النار بعد أن (من دون علمه) دمرها جنود المضلات التابعين للفرقة 101 تحت قيادة الملازم ريتشارد وينترز. بعد أن نُشر كتاب عصبة الأخوة للمؤلف ستيفن أمبروز، أرسل ريتشاردسون رسالة إلى وينترز وشكره فيها.
واصل خدمته وشارك في الحرب القائمة في أوروبا مع فرقة المشاة الرابعة ومُنح ميدالية النجمة البرونزية، ووسام القلب الأرجواني فضلاً عن مجموعة من أوسمة أوراق البلوط. صُرف من الخدمة في عام 1945 برتبة ملازم أول.
في عام 1947، تخرج من كلية هارفرد للقانون. وأصبح أثناء دراسته في هارفرد رئيسًا ومحررًا لمجلة هارفرد للقانون.
بعد تخرجه من كلية القانون، عمل ريتشاردسون كاتبًا في محكمة الاستئناف الأمريكية لصالح قاضي الدائرة الثانية ليرند هاند، ومن ثم لصالح  فيليكس فرانكفورت الذي يعمل لدى المحكمة العليا للولايات المتحدة. انضم ريتشاردسون إلى شركة روبس، غراي، بست، كولج، آند روج بعد عمله ككاتب، وأصبح شريكًا في شركة روبس آند غراي في عام 1961 (في السنة نفسها حيث أصبحت الشركة، التي تأسست في عام 1865، تعرف باسم روبس آند غراي). ترك ريتشاردسون الشركة ليشغل منصب وكيل وزارة العدل الأمريكية عن ماساتشوستس في الفترة من 1959 وحتى 1961. وبعد عودته إلى الشركة، تركها على نحوٍ دائم في عام 1964 بعد أن انتُخب نائبًا لحاكم ماساتشوستس ومدعيًا عامًأ لماساتشوستس.
اعتبارًا من عام 2020، فهو يُعد آخر جمهوري يشغل منصب المدعي العام لماساتشوستس.
ابن ريتشارد الكبير، هينري س. ريتشاردسون، أستاذ الفلسفة في جامعة جورجتاون، حيث يصب تركيزه على الفلسفة السياسية والأخلاقية.
كان ريتشاردسون أيضًا ماسونيًا ناشطًا بصفته عضوًا في المحفل الكبير الخاص بالماسونيين القدماء الأحرار والمقبولين في كومنولث ماساتشوستس وماسوني من الدرجة الثالثة والثلاثين في الولاية القضائية الماسونية الشمالية للشعائر الاسكتلندية.

## موته
في ليلة رأس السنة الميلادية، 1999، توفي ريتشاردسون إثر الإصابة بنزفٍ مخي في بوستن، ماساتشوستس، عن عمر يناهز 79 عامًا. اعتبرته المنافذ الإعلامية المشهورة، كقناة سي إن إن، «شهيد ووترغيت» لرفضه الانصياع لأمرٍ صادرٍ عن الرئيس نيكسون بفصل المدعي المختص أرشيبالد كوكس.

## الثقافة الشعبية
عُرضت صورة ريتشاردسون التي التقطها المصور غاري وينوغراند على غلاف الألبوم مرادر لعام 2018 الذي أنتجته فرقة الروك إنتربول. أشار إليه المغني وعازف القيثارة باول بانكس إلى أنه بطل، «رفض الخضوع لما يتعارض مع مبادئه الشخصية».

## وصلات خارجية
- إليوت ريتشاردسون على موقع IMDb (الإنجليزية)
- إليوت ريتشاردسون على موقع مونزينجر (الألمانية)
- إليوت ريتشاردسون على موقع إن إن دي بي (الإنجليزية)
- إليوت ريتشاردسون على موقع قاعدة بيانات الفيلم (الإنجليزية)

- إليوت ريتشاردسون في موقع مقاتل من الصحراء